# Alejandro Casona
Alejandro Rodríguez Álvarez, conegut amb el nom d'Alejandro Casona (Besullo - Cangas del Narcea, Astúries, 23 de març de 1903 - Madrid, 17 de setembre de 1965) fou un dramaturg i poeta espanyol. Formà part de l'anomenada Generació del 27.

## Biografia
Va nàixer a una petita població asturiana, la qual tindrà una gran rellevància en el marc de la seva obra. Així, el paisatge asturià amb molt de verd i núvols, la vida rural, els contes i les llegendes populars estaran presents en les seves obres.
Fou el tercer de cinc fills. Al llarg de la seva infància va canviar diverses vegades de residència. Així, va viure a Miranda, Palència i Múrcia. L'any 1922 ingressà a l'Escola Superior de Magisteri de Madrid i acabà la carrera el 1926. Va donar classes com a mestre a l'escola de Les, un petit poble situat a la Vall d'Aran.
A l'octubre del 1928 es casà amb Rosalia Martín, que havia estat companya seva d'estudis. Fruit d'aquest matrimoni va néixer una única filla amb el nom de Marta Isabel.
Dedicà part de la seva vida al teatre. Va escriure nombroses obres teatrals per a ser representades per diferents companyies teatrals. Adquirí molt de prestigi i fou premiat amb el premio Nacional de Literatura l'any 1932.
Amb l'esclat de la Guerra Civil espanyola es va exiliar a Mèxic amb tota la seva família. Posteriorment es va establir durant vint-i-tres anys a Buenos Aires. Serà a l'exili on escriurà les seves millors obres teatrals.
L'any 1962 regressà definitivament a Espanya on les seves obres van rebre una gran acceptació per la majoria del públic. El 17 de setembre de 1965 va morir a Madrid com a conseqüència d'un problema cardíac.

## Obres

### Poesia
Encara que es va dedicar a la poesia, Alejandro Casona va destacar pel seu vessant dramàtic.
Quant a la seva producció poètica destaquen les següents obres literàries:
- La empresa del Ave María, 1920, va ser la seu primera obra publicada.
- El peregrino de la barba florida, 1926.
- La flauta del sapo, 1930

### Teatre
Va escriure nombroses obres teatrals que són les que li van atorgar el prestigi que té avui en dia. La relació de totes les obres teatrals que va escriure és la següent:
- El crimen de Lord Arturo, Zaragoza, 1929.
- La sirena varada, Madrid, 1934.
- El misterio de María Celeste, València, 1935.
- Otra vez el diablo, Madrid, 1935.
- El mancebo que casó con mujer brava, Madrid, 1935.
- Nuestra Natacha, estrenada a Barcelona el novembre de 1935 (al Teatre Barcelona); publicada a Madrid, 1936.
- Prohibido suicidarse en primavera, Madrid, 1937.
- Romance en tres noches, Caracas, 1938.
- Sinfonía inacabada, Montevideo, 1940.
- Pinocho y la Infantina Blancaflor, Buenos Aires, 1940.
- Las tres perfectas casadas, Buenos Aires, 1941.
- La dama del alba, Buenos Aires, 1944.
- La barca sin pescador, Buenos Aires, 1945.
- La molinera de Arcos, Buenos Aires, 1947.
- Sancho Panza en la Ínsula, Buenos Aires, 1947.
- Los árboles mueren de pie, Buenos Aires, 1949.
- La llave en el desván, Buenos Aires, 1951.
- A Belén pastores, Montevideo, 1951.
- Siete gritos en el mar, Buenos Aires, 1952.
- La tercera palabra, Buenos Aires, 1953.
- Corona de amor y muerte, Buenos Aires, 1955.
- La casa de los siete balcones, Buenos Aires, 1957.
- Carta de una desconocida, Porto Alegre, 1957.
- Tres diamantes y una mujer, Buenos Aires, 1961.
- Carta de amor de una monja portuguesa, Buenos Aires, 1962.
- El caballero de las espuelas de oro, Puertollano, 1962
- El caballero de las espuelas de oro, amb música de Adolfo Morpurgo.

### Narrativa
També va escriure una obra narrativa titulada Flor de leyendas. A més, redactà alguns assajos com els titulats: 
- El diablo en la literatura y en el arte,
- El Diablo
- Vida de Francisco Pizarro
- Las mujeres de Lope de Vega, vida y teatro

## Realitat i fantasia
La combinació entre realitat i fantasia és un dels trets més característics de l'obra teatral d'Alejandro Casona. És molt freqüent en les seves obres el recurs de tot allò que és sobrenatural. Mitjançant les seves obres pretén una evasió de la realitat i l'aconsegueix a través d'allò fantàstic i màgic. Serà mitjançant aquest camí que els seus personatges podran ser feliços i sentir-se plenament realitzats.

## Personatges
Al llarg de la seva producció literària sorgeixen una sèrie de personatges que estan caracteritzats per l'excentricitat i la seva fugida de la realitat. Així, són freqüents en les seves obres dramàtiques, els bojos, els suïcides, etc.
Cobraran especial importància els personatges misteriosos i fantàstics com són la mort, el diable. Aquests, moltes vegades, apareixeran sota la imatge tendra d'una dona i protagonitzaran moltes de les seves obres. Així succeeix, per exemple, amb el personatge de la Peregrina que és la mort personificada.